# Tomasz Głód
Tomasz Głód (ur. 26 stycznia 1992 w Rzeszowie) – polski siatkarz grający na pozycji libero.
W barwach Asseco Resovii zadebiutował 18 września 2009 roku w meczu turniejowym z Jadarem Radom rozgrywanym w Krośnie. Ma na swoim koncie również debiut w Plus Lidze oraz w Lidze Mistrzów (6 stycznia 2010) w meczu z B.Sehir Belediyesi Stambuł, wygranym przez Resovię Rzeszów 3:0. 28 maja 2010 roku został powołany do kadry B Reprezentacji Polski. W 2011 roku został powołany do kadry Polski juniorów na turniej Eliminacyjny do Mistrzostw Świata w Sofii. W 2012 r. przeniósł się do I-ligowego MKS Będzin. W sezonie 2013/2014 bronił barw beniaminka I ligi Avii Świdnik, w sezonie 2014/2015 grał w pierwszoligowym AZS AGH Kraków, a kolejny - 2015/2016 spędził w klubie SMS Neobus Raf-Mar Niebylec. Od połowy 2016 zawodnik TSV Sanok. Po dwóch sezonach spędzonych w Sanoku i nastałych problemach finansowych w TSV włodarze klubu sprzedali miejsce na rzecz Gwardii Wrocław, a sam zawodnik przeniósł się do Warszawy. W sezonie 2018/2019 do teraz reprezentuje drugoligowy klub KS Metro Warszawa.

## Osiągnięcia
- Awans do kadry I zespołu Resovii
- Mistrz Polski kadetów (2009)
- Mistrz z reprezentacją Podkarpacia Ogólnopolskiej Olimpiady Młodzieży (2009)
- Wicemistrz Polski juniorów (2010)
- Mistrz Młodej Ligi (2010)
- Akademicki Mistrz Polski (2012)
- V miejsce w Akademickich Mistrzostwach Europy (2013)
- Mistrz Akademickich Mistrzostw Europy (2017)